# Formación Rio do Rasto

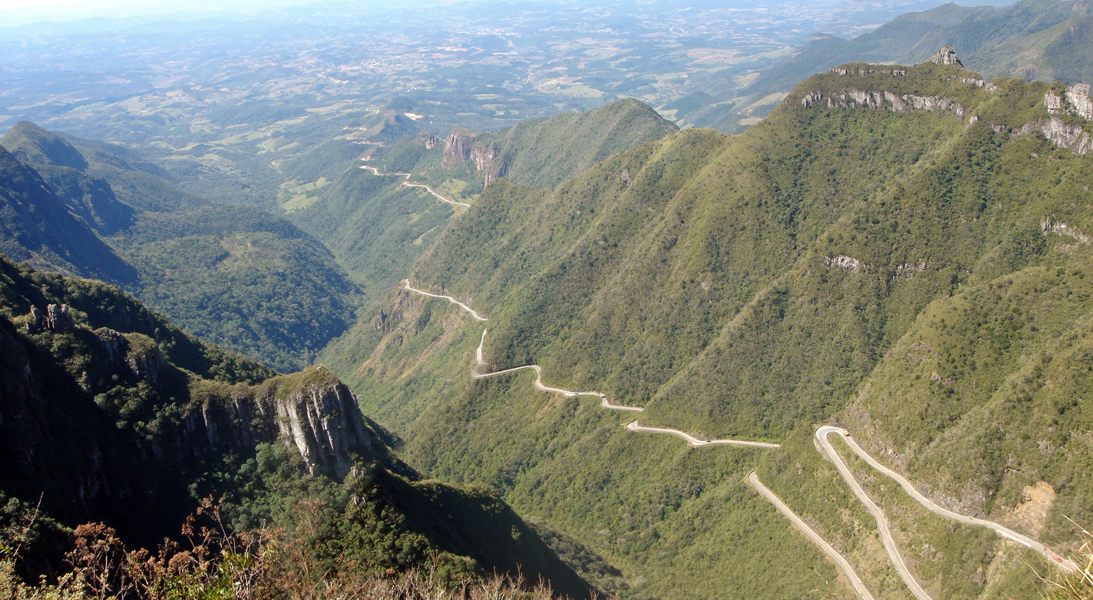
Formación Rio do Rasto.

Formación Rio Rasto es una formación geológica en la Cuenca del Paraná. El nombre oficial es Rio do Rasto, aunque en algunas publicaciones aparece como Rio do Rastro. Se produce en el sur de Brasil, principalmente en los estados de Santa Catarina, Paraná y Rio Grande do Sul (geoparque Paleorrota). Recibe su nombre debido a la Serra do Rio do Rastro, que se encuentra en la parte sureste de Santa Catarina, su tipo fue descrito por Israel Charles White, en 1908. Esta formación se creó durante el Pérmico Tardío.
Se compone de rocas de origen sedimentario, principalmente limolitas, lutitas y areniscas finas. El recurso principal que contiene son las arcillas utilizadas en la cerámica.